# Há dias assim
„Há dias assim” (în portugheză Există zile ca aceasta) este un cântec compus de Augusto Madureira și interpretat de Filipa Azevedo. A reprezentat Portugalia la Concursul Muzical Eurovision 2010. Cântecul a fost ales pe 6 martie 2010 dintre cele 12 participante la Festival da Canção 2010.
În ciuda faptului că în finală a obținut probabil cel mai prost rezultat posibil al acestei țări (locul 18), piesa a obținut și cel mai bun loc al țării din clasament (locul 4) în semifinala întâi.